# Guigues Guiffrey
Guigues Guiffrey (13 de mayo de 1497 - 21 de diciembre de 1545), fue un noble francés, señor de Boutières, que luchó en las Guerras italianas.
En 1526 contrajo matrimonio con Gasparde Berlioz. En 1537 Francisco I de Francia le nombró Gobernador de Turín, cargo que mantuvo poco tiempo.
En 1544 combatió en la batalla de Cerisoles, donde contribuyó a la victoria francesa sobre las tropas españolas e imperiales comandando un pequeño escuadrón de gendarmes. Acabó su carrera militar luchando contra Inglaterra.